# Гнур (цар скіфів)
Гнур (грец. Γνούρος) (VI ст. до н. е.) — скіфський династ, за Геродотом (Іст., IV, 76) син Ліка та батько Савлія та Анахарсіса.
Переконливої етимології імені не висловлено.

## Гнур в повідомлені Геродота (Історія, IV, 76)
Проте мені розповів Тімн (2), представник Аріапейта, що Анахарсій із боку батька був дядьком Ідантірса, скіфського царя (3), і сином Гнура, внука Спаргапейта і сина Ліка. Якщо таке було походження Анахарсія то його вбив його брат, бо Ідантірс був сином Савлія, а Савлій був тим, хто вбив Анахарсія.